# Kabataan
Kabataan (in italiano Gioventù) è un partito politico filippino di sinistra, fondato nel 2004.
Kabataan è stato fondato dopo le contestate presidenziali del 2004 a partire dall'iniziativa di diversi gruppi studenteschi di sinistra quali L'Unione Nazionale degli Studenti, la Gilda degli Editori Universitari, la Lega degli Studenti Filippini, Anakbayan, il Movimento Cristiano Studentesco e Karatula.
È considerato un'organizzazione giovanile del Partito Comunista di Jose Maria Sison e del Nuovo Esercito Popolare.

## Risultati elettorali
|                | Voti    | %    | Seggi   |
| Politiche 2007 | 228 700 | 1,43 | 1 / 270 |
| Politiche 2010 | 418 776 | 1,43 | 1 / 286 |
| Politiche 2013 | 341 292 | 1,24 | 1 / 292 |
| Politiche 2016 | 300 420 | 0,93 | 1 / 297 |
| Politiche 2019 | 196 385 | 0,70 | 1 / 305 |

## Rappresentanti in Parlamento
Alle elezioni parlamentari del 2019 Bayan Muna ha eletto 3 deputati al Parlamento filippino.

### Camera dei deputati
Sarah Elago, Raymond Palatino, Terry Ridon.